# Ground and pound

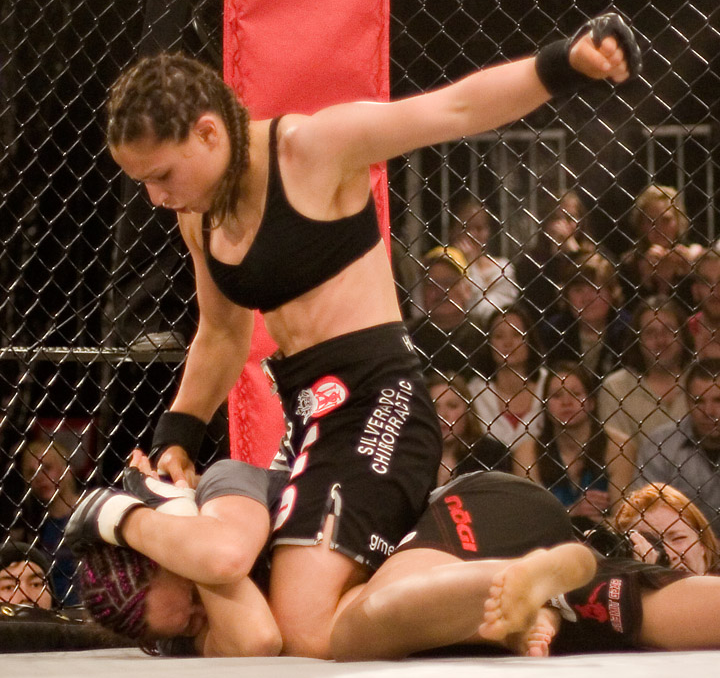
Ground and pound.

Ground and pound är en markstridstaktik inom MMA som går ut på att få ner motståndaren på marken med en nedtagning eller ett kast, få en dominant position och sedan slå motståndaren, främst med nävar och armbågar. Det är även vanligt att fighters tar ner sin motståndare i ett grepp och håller dem i det läget samtidigt som de slår dem tills de får en submission eller knock out. Denna variant visades först upp som en effektiv taktik av Mark Coleman.